# Morannes-sur-Sarthe
Morannes-sur-Sarthe era una comuna nueva francesa que estaba situada en el departamento de Maine y Loira, de la región de Países del Loira.

## Historia
Fue creada el 1 de enero de 2016, en aplicación de una resolución del prefecto de Maine y Loira de 2 de noviembre de 2015 con la unión de las comunas de Chemiré-sur-Sarthe y Morannes, pasando a estar el ayuntamiento en la antigua comuna de Morannes.
El 1 de enero de 2017 fue suprimida al fusionarse con la comuna de Daumeray, pasando sus comunas delegadas a formar parte de la comuna nueva de Morannes-sur-Sarthe-Daumeray.

## Demografía
| Gráfica de evolución demográfica de Morannes-sur-Sarthe entre 1800 y 2014 |
|                                                                           |

Los datos entre 1800 y 2014 son el resultado de sumar los parciales de las dos comunas que formaban la nueva comuna de Morannes-sur-Sarthe, cuyos datos se han cogido de 1800 a 1999, para las comunas de Chemiré-sur-Sarthe y Morannes de la página francesa EHESS/Cassini. Los demás datos se han cogido de la página del INSEE.

## Composición
| Comuna delegada    | Código INSEE | Población (2013) | Superficie (km²) | Densidad (hab./km²) |
| ------------------ | ------------ | ---------------- | ---------------- | ------------------- |
| Chemiré-sur-Sarthe | 49093        | 260              | 6.62             | 39                  |
| Morannes           | 49220        | 1800             | 40.73            | 44                  |